# Municipio de Valley (condado de Sheridan)
El municipio de Valley (en inglés: Valley Township) es un municipio ubicado en el condado de Sheridan en el estado estadounidense de Kansas. En el año 2010 tenía una población de 109 habitantes y una densidad poblacional de 0,59 personas por km².

## Geografía
El municipio de Valley se encuentra ubicado en las coordenadas 39°19′43″N 100°16′52″O / 39.32861, -100.28111. Según la Oficina del Censo de los Estados Unidos, el municipio tiene una superficie total de 185.91 km², de la cual 185,75 km² corresponden a tierra firme y (0,09 %) 0,17 km² es agua.

## Demografía
Según el censo de 2010, había 109 personas residiendo en el municipio de Valley. La densidad de población era de 0,59 hab./km². De los 109 habitantes, el municipio de Valley estaba compuesto por el 96,33 % blancos, el 0,92 % eran de otras razas y el 2,75 % eran de una mezcla de razas. Del total de la población el 0,92 % eran hispanos o latinos de cualquier raza.